# North Haven (Nova York)
North Haven és una població dels Estats Units a l'estat de Nova York. Segons el cens del 2000 tenia 743 habitants.

## Demografia
Segons el cens del 2000, North Haven tenia 743 habitants, 337 habitatges, i 209 famílies. La densitat de població era de 105,9 habitants per km².
Dels 337 habitatges en un 19,6% hi vivien nens de menys de 18 anys, en un 54,9% hi vivien parelles casades, en un 5,6% dones solteres, i en un 37,7% no eren unitats familiars. En el 30,9% dels habitatges hi vivien persones soles el 18,1% de les quals corresponia a persones de 65 anys o més que vivien soles. El nombre mitjà de persones vivint en cada habitatge era de 2,2 i el nombre mitjà de persones que vivien en cada família era de 2,77.
Per edats la població es repartia de la següent manera: un 17,4% tenia menys de 18 anys, un 3,5% entre 18 i 24, un 22,3% entre 25 i 44, un 28,7% de 45 a 60 i un 28,1% 65 anys o més.
L'edat mediana era de 50 anys. Per cada 100 dones de 18 o més anys hi havia 82,7 homes.
La renda mediana per habitatge era de 74.583 $ i la renda mediana per família de 81.363 $. Els homes tenien una renda mediana de 51.319 $ mentre que les dones 41.875 $. La renda per capita de la població era de 38.865 $. Entorn del 0,5% de les famílies i l'1,8% de la població estaven per davall del llindar de pobresa.